# Patriz Ilg
Patriz Ilg (Aalen-Oberalfingen, 5 december 1957) is een voormalig 3000 m steepleloper uit West-Duitsland. Hij won een gouden medaille won op het Europees kampioenschap in 1982 in Athene en op het wereldkampioenschap atletiek in 1983 in Helsinki.

## Loopbaan
Op het EK in 1978 won Ilg op een zilveren medaille. Op het EK 1986 was Ilg goed op weg om zijn titel te verdedigen, maar werd in de finale voorbijgelopen door Francesco Panetta (zilver) en zijn landgenoot Hagen Melzer (goud). In 1987 deed Ilg mee aan het wereldkampioenschap in Rome, maar bleef buiten het bereik van de medailles.
Vanwege blessures kon hij nimmer deelnemen aan de Olympische Spelen.

## Titels
- Wereldkampioen 3000 m steeple - 1983
- Europees kampioen 3000 m steeple - 1982
- Europees indoorkampioen 3000 m - 1982

## Persoonlijk record
| Onderdeel      | Prestatie | Datum            | Plaats   |
| -------------- | --------- | ---------------- | -------- |
| 3000 m steeple | 8.15,06   | 12 augustus 1983 | Helsinki |

## Prestaties

### 3000 m
- 1982:  EK indoor te Milaan - 7.53,50
- 1984: 6e EK indoor te Göteborg - 8.01,26

### 3000 m steeple
- 1978:  EK - 8.16,9
- 1982:  EK - 8.18,52
- 1983:  WK - 8.15,06
- 1986:  EK - 8.16,92
- 1987: 12e WK - 8.38,46

1983 Patriz Ilg ·
1987 Francesco Panetta ·
1991 Moses Kiptanui ·
1993 Moses Kiptanui ·
1995 Moses Kiptanui ·
1997 Wilson Boit Kipketer ·
1999 Christopher Koskei ·
2001 Reuben Kosgei ·
2003 Saif Saaeed Shaheen ·
2005 Saif Saaeed Shaheen ·
2007 Brimin Kipruto ·
2009 Ezekiel Kemboi ·
2011 Ezekiel Kemboi ·
2013 Ezekiel Kemboi ·
2015 Ezekiel Kemboi ·
2017 Conseslus Kipruto ·
2019 Conseslus Kipruto ·
2022 Soufiane El Bakkali ·
2023 Soufiane El Bakkali